# Zacatecas (delstat)
Zacatecas är en delstat i Mexiko belägen i den centrala delen av landet. År 2007 hade den 1 382 583 invånare på en yta av 73 252 km². Det största storstadsområdet hittar man runt den administrativa huvudorten Zacatecas och dess tvillingstad Guadalupe. En annan stor stad är Fresnillo. Delstaten är känd för sina rika silverfyndigheter.